# Calibã (satélite)

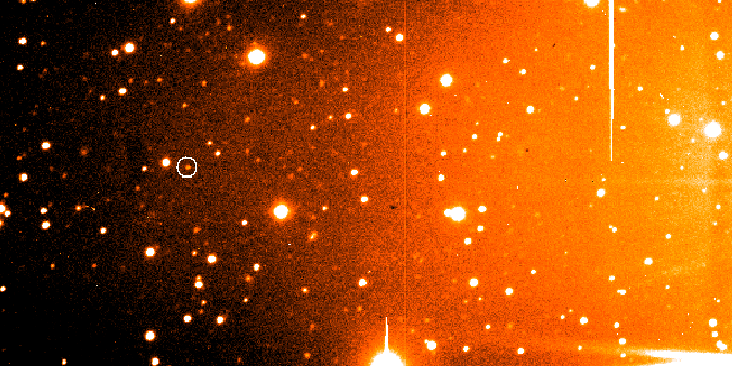
O satélite Calibã

Calibã, também designado como Urano XVI, é o segundo maior satélite irregular retrógrado de Urano. Foi descoberto em 6 de setembro de 1997 por Brett J. Gladman, Philip D. Nicholson, Joseph A. Burns, e John J. Kavelaars usando o telescópio Hale e recebeu a designação provisória S/1997 U 1.
Foi nomeado a partir de um personagem da obra de William Shakespeare A Tempestade.

## Órbita
Calibã segue uma órbita distante, mais de dez mais distante de Urano que a lua regular mais externa, Oberon. Sua órbita é retrógrada, moderadamente inclinada e levemente excêntrica. Os parâmetros orbitais sugerem que Calibã pode pertencer ao mesmo grupo dinâmico de Estefano e Francisco, sugerindo origem comum.

## Características físicas
O diâmetro de Calibã é estimado em 72 km (assumindo albedo de 0,04), fazendo dele o segundo maior satélite irregular de Urano, com metade do tamanho de Sicorax, o maior satélite irregular.
Medições um pouco inconsistentes estimam uma cor vermelha-clara para Calibã (B–V = 0,83 V–R = 0,52, B–V = 0,84 ± 0,03 V–R = 0,57 ± 0,03), mais vermelho que Himalia mas menos vermelho que a maioria dos objetos do cinturão de Kuiper. Calibã pode ser um pouco mais vermelho que Sycorax. Calibã absorve luz em 0,7 um, e é possível que isso seja resultado de de água líquida que modificou a superfície.
A curva de luz sugere que o período de rotação de Calibã é de cerca de 2,7 horas.

## Origem
Pensa-se Sycorax é um objeto capturado, que não se formou no disco de acreção, que existiu em volta de Urano logo depois de sua formação. O mecanismo exato da captura é desconhecido, mas capturar uma lua exige dissipação de energia. O possível processo de captura pode ser gás arrastado no disco protoplanetário, interação de muitos corpos e captura durante o rápido aumento da massa de Urano.